# Producto génico

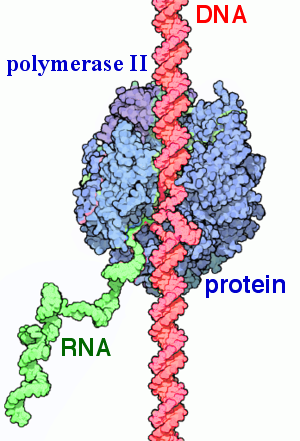
Producto génico

El producto cruz es el material bioquímico, ya sea ARN o proteína, resultado de la expresión de un gen. Algunas veces se usa una medida de la cantidad de producto génico para inferir el nivel de actividad de un gen. Cantidades anormales de producto génico pueden correlacionarse con alelos causantes de enfermedades, tal como la sobreactividad de los oncogenes, que pueden causar cáncer.